# Melaspileaceae
Melaspileaceae är en familj av svampar. Melaspileaceae ingår i ordningen Arthoniales, klassen Arthoniomycetes, divisionen sporsäcksvampar och riket svampar.
|                | Roccellaceae                 |
|                |                              |
| Melaspileaceae | \| \| Melaspilea \| \| \| \| |
|                | \| \| Melaspilea \| \| \| \| |
|                | Chrysothricaceae             |
|                |                              |
|                | Arthoniaceae                 |
|                |                              |
|                | Llimonaea                    |
|                |                              |
|                | Melaspilea                   |
|                |                              |

|  | Melaspilea |
|  |            |